# Arvedui
Arvedui est un personnage de l'œuvre du romancier britannique J. R. R. Tolkien, cité dans les appendices du Seigneur des anneaux.

## Histoire
Fils aîné et héritier du roi Araphant d'Arthedain, il naquit en l'an 1864 du Troisième Âge. À sa naissance, Malbeth le Voyant déclara à Araphant :

« Tu l'appelleras Arvedui, car il sera le dernier en Arthedain. Mais un choix sera proposé aux Dúnedain, et s'ils prennent le moins prometteur en apparence, alors ton fils changera son nom et il deviendra souverain d'un vaste royaume. Sinon, de grands maux adviendront et bien des vies d'hommes s'écouleront avant que ne se relève les Dúnedain et qu'ils ne retrouvent leur unité d'antan. »

— J. R. R. Tolkien, Le Seigneur des anneaux
La situation des descendants de Númenor était alors critique : au nord, l'Arthedain n'était plus que peu de choses face aux offensives de plus en plus puissantes du sombre royaume d'Angmar, et au Sud, le Gondor était assailli par des invasions d'Orientaux de plus en plus fréquentes et massives. En 1940 T. Â., l'ancienne alliance entre Arnor et Gondor fut renouvelée par Araphant d'Arthedain et Ondoher de Gondor ; pour la sceller, Araphant maria son héritier Arvedui à Fíriel, fille d'Ondoher.
Quatre ans plus tard, le Gondor subit une attaque massive et concertée d'Orientaux et de Haradrim : Ondoher et ses fils furent tués lors d'une défaite désastreuse non loin de Mordor contre les Gens-des-Chariots. Le Gondor ne fut sauvé que par les victoires successives du général Eärnil, cousin du roi défunt, qui défit les Haradrim avant de tomber sur les Orientaux en Ithilien : ceux-ci festoyaient, persuadés d'en avoir fini avec les Gondoriens. Lors de la bataille du Camp qui s'ensuivit, ils furent anéantis par Eärnil.
Le Gondor se retrouvait sans roi, et Arvedui fit valoir ses droits, arguant qu'il était descendant en droite ligne d'Isildur et mari de la fille du dernier roi. Cependant, le Conseil du Gondor rejeta ses arguments, répliquant que le Gondor avait été commis à la garde de Meneldil, fils d'Anárion, par Isildur lui-même, et que les rois du Gondor ne pouvaient être que des descendants directs d'Anárion. La couronne fut alors remise à Eärnil, qui descendait d'une branche cadette de la famille royale.
En 1974 T. Â., le Roi-Sorcier d'Angmar lança une nouvelle offensive contre l'Arthedain : Arvedui fut vaincu et Fornost, sa capitale, tomba aux mains de l'ennemi. Arvedui résista dans les Hauts du Nord, mais dut finalement s'enfuir vers le nord avec quelques fidèles. Il se réfugia dans des cavernes naines des Montagnes Bleues, mais la faim le poussa à demander l'aide des Lossoth, une peuplade primitive vivant sur les côtes de la baie de Forochel. Ceux-ci l'hébergèrent et le nourrirent pendant l'hiver.
En mars de l'année suivante, un navire envoyé par Círdan arriva pour secourir Arvedui. Le chef des Lossoth, pris d'un mauvais pressentiment, essaya de convaincre Arvedui d'attendre le dégel complet, mais celui-ci refusa. En fin de compte, le conseil des Lossoth se réalisa : le navire sombra corps et biens, avec à son bord deux des sept palantíri.
L'Arthedain était vaincu : Aranarth, le fils d'Arvedui, ne reprit pas le titre royal, mais celui de Chef des Dúnedain du Nord : ceux-ci devinrent « un peuple furtif et errant ; et de leurs exploits et de leurs travaux presque plus rien ne fut chanté ou consigné », et ce jusqu'à la venue d'Aragorn et la restauration de l'Arnor, à la fin du Troisième Âge.

## Adaptations et héritages
Arvedui apparaît dans le jeu vidéo Le Seigneur des Anneaux : La Bataille pour la Terre du Milieu II - L'Avènement du Roi-Sorcier, sorti en 2006. Il est présent dans la campagne d'Angmar, au moment du siège de Fornost, et meurt lors d'une sortie.
Arvedui apparaît également dans Le Seigneur des Anneaux Online.